# Массак (округ)
Ма́ссак (англ. Massac County) — округ в штате Иллинойс, США. Официально образован в 1843 году. По состоянию на 2010 год, численность населения составляла 15 429 человека. В округе всего 3 инкорпорированных населённых пункта — города Брукпорт и Метрополис и деревня Джоппа.

## География
По данным Бюро переписи США, общая площадь округа равняется 626,781 км2, из которых 613,831 км2 — суша, и 4,6 км2, или 1,9 % — это водоёмы.

## Население
По данным переписи населения 2000 года в округе проживает 15 161 житель в составе 6261 домашних хозяйств и 4320 семей. Плотность населения составляет 24 человека на 1 км2. На территории округа насчитывается 6 951 жилое строение, при плотности застройки около 11 строений на 1 км2. Расовый состав населения: белые — 92,57 %, афроамериканцы — 5,48 %, коренные американцы (индейцы) — 0,20 %, азиаты — 0,26 %, представители других рас — 0,33 %, представители двух или более рас — 1,16 %. Испаноязычные составляли 0,81 % населения независимо от расы.
В составе 29,9 % из общего числа домашних хозяйств проживают дети в возрасте до 18 лет, 55,5 % домашних хозяйств представляют собой супружеские пары, проживающие вместе, 10 % домашних хозяйств представляют собой одиноких женщин без супруга, 31 % домашних хозяйств не имеют отношения к семьям, 28,00 % домашних хозяйств состоят из одного человека, 14,10 % домашних хозяйств состоят из престарелых (65 лет и старше), проживающих в одиночестве. Средний размер домашнего хозяйства составляет 2,37 человека, и средний размер семьи — 2,88 человека.
Возрастной состав округа: 23 % — моложе 18 лет, 7,9 % — от 18 до 24, 27,5 % — от 25 до 44, 23,8 % — от 45 до 64, и 23,8 % — от 65 и старше. Средний возраст жителя округа — 40 лет. На каждые 100 женщин приходится 91,70 мужчин. На каждые 100 женщин старше 18 лет приходится 87,9 мужчин.
Средний доход на домохозяйство в округе составлял 31 498 USD, на семью — 39 068 USD. Среднестатистический заработок мужчины был 32 793 USD против 20 399 USD для женщины. Доход на душу населения составлял 16 334 USD. Около 10,4 % семей и 13,5 % общего населения находились ниже черты бедности, в том числе — 16,4 % молодёжи (тех, кому ещё не исполнилось 18 лет) и 14,1 % тех, кому было уже больше 65 лет.